# O Pássaro Encantado
O Pássaro Encantado é um livro infantil da escritora e ativista indígena Eliane Potiguara, publicado em 2014. A obra combina elementos de literatura indígena, contação de histórias, tradição oral e reflexões sobre identidade, resistência e espiritualidade.
Eliane Potiguara é uma escritora, professora, empreendedora indígena e ativista brasileira pertencente ao povo Potiguara. Reconhecida por sua luta pelos direitos indígenas, das mulheres e pela valorização da cultura nativa, sua obra literária frequentemente aborda temas como ancestralidade, natureza e justiça social. Foi fundadora da Rede Grumin de Mulheres Indígenas, organização dedicada ao empoderamento feminino e à preservação cultural. Além de seu trabalho literário, Potiguara destaca-se pela sua militância e como uma das vozes fundamentais da cultura indígena contemporânea no Brasil. Em 2005, seu trabalho a destacou entre as 52 brasileiras indicadas ao projeto "Mil Mulheres para o Prêmio Nobel da Paz", uma iniciativa internacional que reconheceu lideranças femininas em lutas sociais ao redor do mundo. Em 2021, recebeu o título de Doutor Honoris Causa pela Universidade Federal do Rio de Janeiro (UFRJ).
O Pássaro Encantado é uma narrativa que combina elementos de literatura indígena, tradição oral e reflexão ecológica. A trama acompanha um grupo de crianças guiadas por Grande Avó, figura central que personifica a sabedoria ancestral, e por um pássaro sagrado, entidade simbólica da conexão entre humanos e natureza. A obra estrutura-se como uma jornada espiritual, em que os conhecimentos transmitidos pela avó, guardiã dos costumes, memórias e ensinamentos do povo Potiguara, conduzem as crianças à descoberta de sua identidade cultural.
A narrativa intercala lendas tradicionais com críticas à destruição ambiental e ao apagamento dos povos originários, reforçando o papel da oralidade como resistência. As ilustrações de Aline Abreu complementam a proposta ao traduzir visualmente a dimensão mágica e pedagógica da história, destacando a relação entre humanos e natureza. O Pássaro Encantado aborda temas como ancestralidade, tradição oral, luto e renovação por meio de uma narrativa que mescla elementos míticos e cotidianos de uma aldeia indígena. A obra destaca a importância da transmissão de saberes pelas gerações mais velhas, especialmente pela figura da avó, que atua como guardiã da memória coletiva.
A história se passa em uma aldeia indígena onde as crianças brincam alegres até serem interrompidas pelo canto de um pássaro misterioso. Assustadas, são acalmadas pela avó, que explica a chegada do pássaro como um sinal ancestral, portador de novas esperanças. A narrativa explora ciclos de vida e morte, como o luto pela perda do pajé (o Grande Avô), figura central na comunidade. Enquanto os adultos mergulham na tristeza, as crianças, sem compreender o sofrimento, anseiam pela alegria perdida.
A avó, então, busca respostas na mata, onde se reconecta com a natureza e recorda sua infância. Nesse momento de introspecção, surge o pássaro encantado, um ser mítico que personifica a ancestralidade do povo. Suas penas coloridas e seu canto extraordinário simbolizam a continuidade da cultura indígena, mesmo diante da perda. Ao retornar à aldeia com o pássaro, a avó restaura a alegria e ensina às crianças a importância de honrar seus antepassados.
A obra segue uma estrutura que mescla harmonia, conflito e resolução. Na situação inicial as crianças brincam em meio à natureza, em um ambiente de alegria. Como conflito, tem-se a morte do a morte do pajé e a aldeia se mergulha em luto, as crianças perdem a vivacidade. Como clímax, a avó busca respostas na mata e encontra no pássaro encantado o símbolo da ancestralidade. E a resolução é o retorno da avó com o pássaro e restauração da alegria na aldeia, ensinando que a cultura e os espíritos ancestrais permanecem vivos. O pássaro encantado funciona como uma metáfora da resistência indígena, mostrando que, mesmo diante de perdas, a tradição se renova e as penas coloridas são transformadas em cocares e colares, simbolizando a eterna celebração da identidade cultural.
As principais temáticas desta obra literária são:
- Cultura Indígena: a obra resgata mitos e tradições do povo Potiguara.

- Ecologia: discute a relação entre humanos e natureza, enfatizando a preservação.

- Resistência: aborda a luta dos povos indígenas contra a opressão histórica.[12]

## Literatura indígena e transmissão de saberes
A obra de Potiguara insere-se no contexto da literatura indígena contemporânea, que busca registrar tradições antes transmitidas apenas oralmente. Essa literatura cumpre um papel essencial na preservação da memória cultural, permitindo que indígenas urbanizados ou distantes de suas aldeias mantenham vínculos com suas raízes. Na cosmovisão indígena, o pássaro simboliza a ligação com os ancestrais, sendo seu canto uma forma de comunicação espiritual. Em O Pássaro Encantado, essa relação é enfatizada quando o animal surge como um mensageiro de renovação, lembrando à comunidade que a vida continua, mesmo após a morte. A figura da avó é central na narrativa, representando a mulher sábia, detentora do conhecimento tradicional. Eliane Potiguara, assim como outros autores indígenas, reforça o papel das anciãs como educadoras, responsáveis por transmitir histórias e valores às novas gerações.
A obra é frequentemente analisada como um exemplo da literatura indígena de autoria feminina, que ressalta o protagonismo das mulheres na preservação da cultura. Este livro é um espaço de fala indígena, onde diferentes etnias (como Potiguara, Munduruku, Guarani) expressam suas singularidades.
Daniel Munduruku destaca que, na tradição indígena, as crianças representam o futuro, e sua alegria é um sinal de renascimento. Em O Pássaro Encantado, o retorno das brincadeiras no final simboliza a continuidade do povo, mesmo após momentos difíceis.
O Pássaro Encantado é uma obra que valoriza a oralidade, a memória e a espiritualidade indígena, servindo como ferramenta de educação e resistência cultural. Eliane Potiguara, ao escrever essa história, não apenas preserva a tradição de seu povo, mas também a disponibiliza para não indígenas, promovendo empatia e alteridade. A obra é um registro literário da cosmovisão Potiguara, reforçando a ideia de que ancestralidade e natureza estão interligadas, e que a sabedoria dos mais velhos é fundamental para a sobrevivência cultural das futuras gerações.
- Eliane Potiguara
- Povo Potiguara
- Literatura indígena